# Miel Pijs
Emile (Miel) Pijs (Valkenswaard, 22 augustus 1941) is een Nederlands voormalig voetballer. Hij speelde van 1961 tot en met 1974 voor achtereenvolgens PSV, Sparta, N.E.C. en FC Den Bosch. Pijs kwam acht keer uit voor het Nederlands voetbalelftal, waarvoor hij één keer scoorde.

## Carrière
Pijs werd in 1958 als speler van De Valk op het Otten-toernooi van PSV gekozen tot beste speler. PSV nam hem in 1961 over, waarna hij bij de club een verdedigingscentrum vormde met Roel Wiersma. Zodoende maakte hij deel uit van het Eindhovense team dat in 1962/63 voor het eerst in de clubhistorie kampioen werd in de Eredivisie. Na een akkefietje met trainer Milan Nikolić vertrok Pijs in 1968 bij PSV. Achteraf had hij naar eigen zeggen heel erg spijt van die keuze. Pijs speelde 155 competitiewedstrijden voor PSV. Hij vertrok voor 100.000 gulden naar Sparta, waar hij twee seizoenen bleef. Daarna speelde hij drie seizoenen voor N.E.C., waarvoor hij ook meer dan honderd keer uitkwam. In 1972 maakte Pijs een overstap naar FC Den Bosch '67 om zijn carrière vervolgens in 1975 te beëindigen bij Eindhoven, waarmee hij via de nacompetitie promoveerde naar de Eredivisie.
Pijs speelde vier Europacup-wedstrijden voor PSV en tussen 1965 en 1968 acht interlands in het Nederlands voetbalelftal. Hij maakte één interlandgoal, het openingsdoelpunt tijdens een kwalificatiewedstrijd voor het EK 1968 tegen Hongarije (eindstand: 2–2).
Na zijn voetballoopbaan behaalde Pijs trainersdiploma's en opende hij een sportzaak in Valkenswaard.

## Carrièrestatistieken
| Seizoen         | Club             | Land            | Competitie       | Competitie | Competitie | Beker | Beker | Internationaal | Internationaal | Overig | Overig | Totaal | Totaal |
| Seizoen         | Club             | Land            | Competitie       | Wed.       | Dlp.       | Wed.  | Dlp.  | Wed.           | Dlp.           | Wed.   | Dlp.   | Wed.   | Dlp.   |
| --------------- | ---------------- | --------------- | ---------------- | ---------- | ---------- | ----- | ----- | -------------- | -------------- | ------ | ------ | ------ | ------ |
| 1959/60         | De Valk          | Nederland       | Tweede divisie A | –          | 1          | –     | –     | 0              | 0              | 0      | 0      | –      | 1      |
| 1960/61         | De Valk          | Nederland       | Tweede divisie   | –          | 9          | –     | 0     | 0              | 0              | 0      | 0      | –      | 9      |
| 1961/62         | PSV              | Nederland       | Eredivisie       | 16         | 7          | 2     | 0     | 0              | 0              | 0      | 0      | 18     | 7      |
| 1962/63         | PSV              | Nederland       | Eredivisie       | 15         | 0          | 1     | 0     | 0              | 0              | 0      | 0      | 16     | 0      |
| 1963/64         | PSV              | Nederland       | Eredivisie       | 24         | 1          | 1     | 0     | 4              | 0              | 0      | 0      | 29     | 1      |
| 1964/65         | PSV              | Nederland       | Eredivisie       | 26         | 3          | 2     | 0     | 0              | 0              | 0      | 0      | 28     | 3      |
| 1965/66         | PSV              | Nederland       | Eredivisie       | 30         | 3          | 6     | 0     | 0              | 0              | 0      | 0      | 36     | 3      |
| 1966/67         | PSV              | Nederland       | Eredivisie       | 32         | 2          | 1     | 0     | 0              | 0              | 0      | 0      | 33     | 2      |
| 1967/68         | Sparta           | Nederland       | Eredivisie       | –          | –          | –     | 1     | 0              | 0              | 0      | 0      | –      | –      |
| 1968/69         | Sparta           | Nederland       | Eredivisie       | –          | –          | –     | 2     | 0              | 0              | 0      | 0      | –      | –      |
| 1969/70         | N.E.C.           | Nederland       | Eredivisie       | –          | 1          | 1     | 0     | –              | 1              | 0      | 0      | –      | 2      |
| 1970/71         | N.E.C.           | Nederland       | Eredivisie       | –          | 0          | –     | 0     | 0              | 0              | 0      | 0      | –      | 0      |
| 1971/72         | N.E.C.           | Nederland       | Eredivisie       | –          | 1          | –     | 0     | 0              | 0              | 0      | 0      | –      | 1      |
| 1972/73         | FC Den Bosch '67 | Nederland       | Eredivisie       | –          | 1          | –     | 0     | 0              | 0              | 0      | 0      | –      | 1      |
| 1973/74         | FC Den Bosch '67 | Nederland       | Eerste divisie   | –          | –          | –     | 0     | 0              | 0              | 0      | 0      | –      | –      |
| 1974/75         | Eindhoven        | Nederland       | Eerste divisie   | –          | 4          | –     | 0     | 0              | 0              | –      | 1      | –      | 5      |
| Carrière totaal | Carrière totaal  | Carrière totaal | Carrière totaal  | –          | –          | –     | 3     | 0              | 0              | 0      | 0      | –      | –      |

## Erelijst
| Landskampioen | 1x | 1962/63 |